# 立正安国論

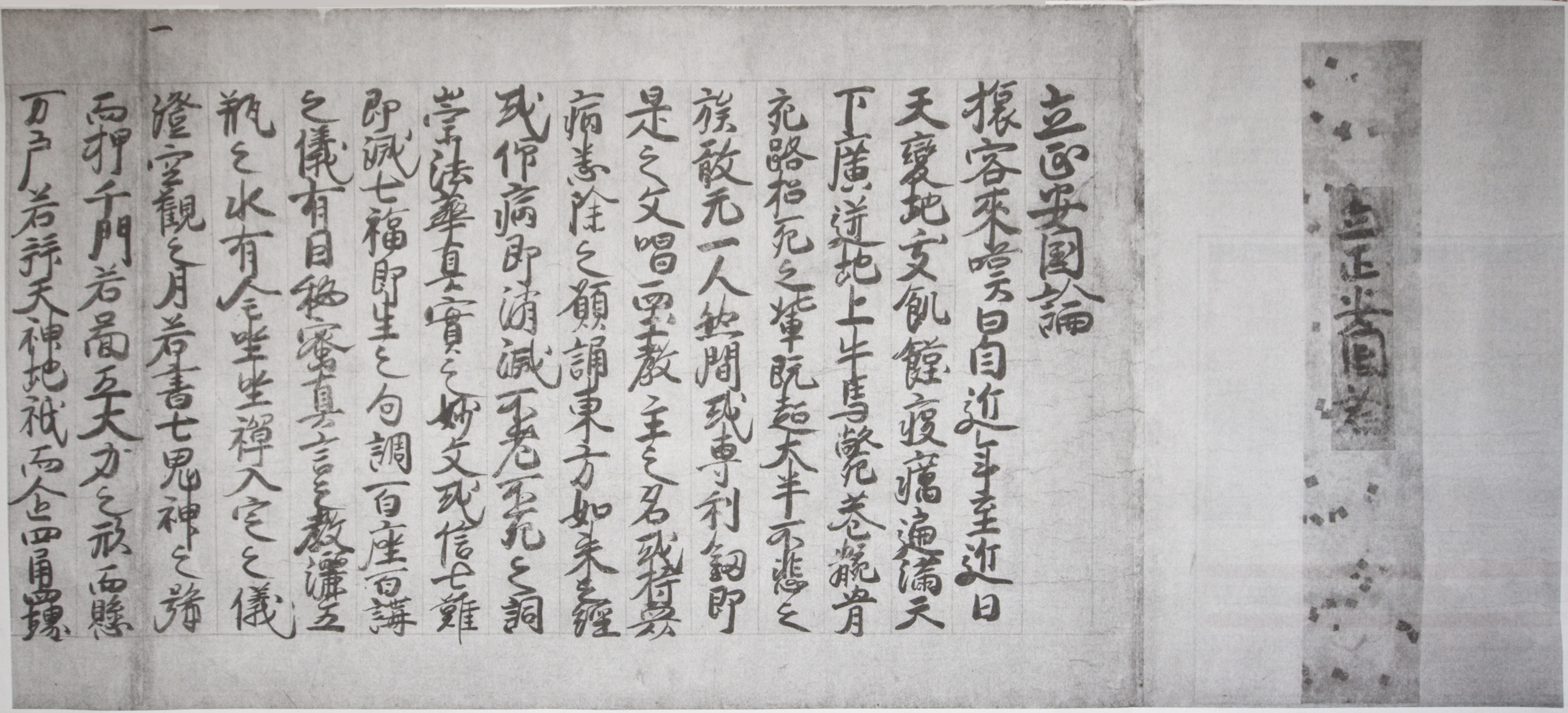
『立正安国論』巻頭部分（日蓮撰・筆、法華経寺蔵、国宝）

『立正安国論』（りっしょうあんこくろん）は日蓮が執筆し、文応元年7月16日（ユリウス暦1260年8月24日、グレゴリオ暦1260年8月31日）に時の最高権力者にして先の執権（得宗）である北条時頼（鎌倉幕府第5代執権）に提出した文書。

## 概要
日蓮が文永6年（1269年）に筆写したとされる本が法華経寺にあり（国宝）、他にも直弟子などによる写本が多数伝わる。更に真言密教批判などを加えた増補本（「広本」）が本圀寺にある。
鎌倉にいた日蓮は、前年に撰述した『守護国家論』に続けて、政治・宗教のあるべき姿を当時の鎌倉幕府において事実上の最高権力者である北条時頼に提示するために、駿河国実相寺に籠って執筆した。後にこの書を持参して実際に時頼に提出している。
正嘉年間以来、正嘉地震や正嘉の飢饉など地震・暴風雨・飢饉・疫病などの災害が相次いだほか、文永元年（1264年）には当時「凶兆」とされていた彗星が出現した（C/1264 N1）。日蓮は本論で「相次ぐ災害の原因は、人々が正法である妙法蓮華経（法華経）を信じずに浄土宗などの邪法を信じていることにあるとし、その故に国土を守る諸天善神（諸天善神は、八幡大菩薩、天照大神、鬼子母神、十羅利女、大梵天王、帝釈天王、大日天王、大月天王、大明星天王など）が国を去ってその代わりに悪鬼が国に入っているために災難が生ずる（これを「神天上の法門」という）とする。そこで日蓮は、災難を止めるためには為政者が悪法への帰依を停止して正法に帰依することが必要である」として諸宗を非難し、法華経以外にも鎮護国家の聖典とされた『金光明最勝王経』なども引用しながら、「このまま浄土宗などを放置すれば災害や天変地異、天体運行の乱れなどが起き、国内では内乱が起こり（自界叛逆難）、外国からは侵略を受けて滅ぶ（他国侵逼難）」と唱え、「邪宗への布施を止め、正法である法華経を中心（「立正」）とすれば国家も国民も安泰となる（「安国」）」と説いた。
この内容はたちまち内外に伝わり、その内容に激昂した浄土宗の宗徒による襲撃事件（松葉ケ谷の法難）を招いた上に、禅宗を信じていた時頼からも「政治批判」と見なされて、翌年に日蓮は伊豆国に流罪となった。
時頼没後の文永5年（1268年）には、モンゴル帝国から臣従を要求する国書が届けられて元寇に至り、国内では時頼の遺児である執権北条時宗が異母兄時輔を殺害し（二月騒動）、朝廷では後深草上皇と亀山天皇が対立の様相を見せ始めるなど、内乱の兆しを思わせる事件が次々と発生した。その後弘安元年（1278年）に改訂を行い（「広本」）、さらに2回『立正安国論』を提出し、合わせて生涯に3回の「国家諫暁」（弾圧や迫害を恐れず権力者に対して率直に意見すること）を行うことになる。
1260年に幕府へ提出した立正安国論の中で予言した自界叛逆難（内乱）と他国侵逼難（他国からの侵略）は、1272年の二月騒動や1274年と1281年の元寇により、実際のものとなったかに見えたが鎌倉時代はそもそも内乱が多く発生しており、日蓮が生まれた時代にはモンゴル帝国が勢力を広げて他国への侵略を繰り返しており、知識人であれば、渡来僧や商人から得た見聞を元に、他国からの侵略についても予想出来たものとも解釈されている。日蓮は南宋から日本へ渡来した蘭渓道隆とも面識があったと考えられており、道元は宋から戻り1233年に深草に興聖寺を開いている。平氏政権が滅亡した後の鎌倉時代には、日宋間の正式な国交はなかったが、鎌倉幕府は民間貿易を認め、鎮西奉行が博多を統治して幕府からの御分唐船を派遣するようになった。貿易は南宋末期まで行われ、民間の渡来僧は貿易船に便乗して来日し、モンゴルによる南宋攻撃が本格化してからも往来は継続し、元のクビライによって1276年に南宋が実質的に滅亡するまで続いている。
弘安の役は、前回の文永の役とともに、日蓮による他国侵逼難の予言の正しさを証明する機会だったが、一方で承久の乱の再来とはならず真言僧の祈祷で元寇に勝利してしまった。『富城入道殿御返事』では、予想外の事態に困惑している様子がうかがえる。日蓮は門下に対して蒙古襲来について広く語るべきではないと厳しく戒めた。再度の蒙古襲来とその失敗を知った日蓮は、台風がもたらした一時的な僥倖に浮かれる世間の傾向に反し、蒙古襲来の危機は今後も続いているとの危機意識を強く持っていた。
後に写本された『立正安国論』には 「此の書は徴有る文なり」の文言と、更に「未来亦然るべきか」の文言を含む「奥書」が付され、「法華経に背き続ける限り仏法の定理のまま、国土の三災七難は治まらない」と説いた。
日蓮は、本論において「くに」という漢字を書く際に「國」「囻」「国」の3字を使い分けた。國はCountry（領域）に、囻はNation（国民）に、国はState（統治機構）にそれぞれ対応する、とする説がある。